# Radar

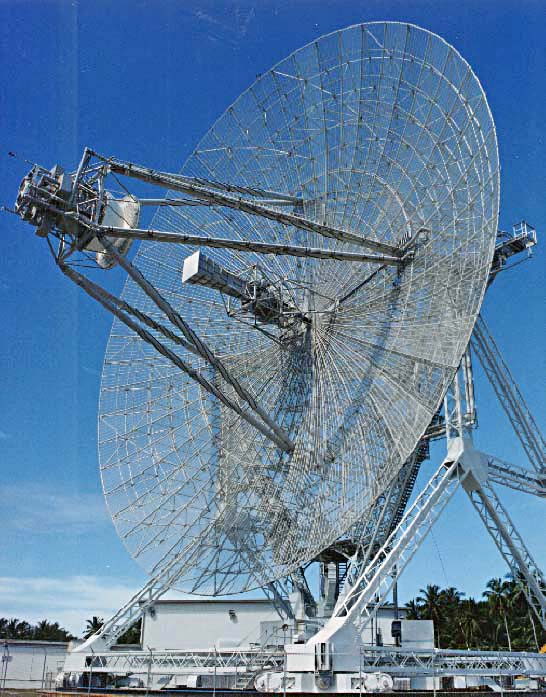
Antenne des ALTAIR-Radars mit 46 m Durchmesser, wird zur Vermessung von Satellitenpositionen genutzt

RADAR [ʁaˈdaːʶ] ist die Abkürzung für engl. Radio Detection And Ranging (frei übersetzt „funkgestützte Ortung und Entfernungsmessung“) und die Bezeichnung für Ortungsverfahren, die durch Aussendung von elektromagnetischer Wellen eines Radar-Sensors aus den empfangenen passiven oder aktiven Echos bzw. Reflektionen an Zielobjekten Informationen über das Ziel im Empfänger des Radar-Sensors detektieren, dies können z. B. die Schräg-Entfernung (engl. Slant Range Distance), Azimut und/oder Elevation zwischen Radar-Sensor und Zielobjekten sowie deren Geschwindigkeit sein. Der Erfassungsbereich der meisten Radar-Systeme ist auf den Radiohorizont (engl. RLOS) begrenzt, eine Ausnahme sind Überhorizontradare. Je nach Aufgabe der Radarsensoren dienen sie z. B. zur Ortung von Land-, Maritimen-, Luft- und/oder Raumfahrzeugen, Erfassung von Wetter oder Gelände-Profilen.
R-A-D-A-R war die Bezeichnung/der Kode-Name für die geheime Entwicklung von Radar in den USA seit ca. 1938 und wurde erstmals um circa 1943 öffentlich verwendet. Die meisten Informationen zur Entstehung des Begriffs Radar finden sich in Publikationen die jedoch keine Referenzen als Beleg aufführen. Zum Teil wurden von Autoren in Veröffentlichungen auch eigene Deutungen für Radar verwendet, z. B. RAdio Direction And Ranging. Im Deutschen wurde bis zur später weltweit akzeptierten Nutzung von Radar Funkmeßtechnikbeziehungsweise Funkmessgerät verwendet.

## Allgemeines

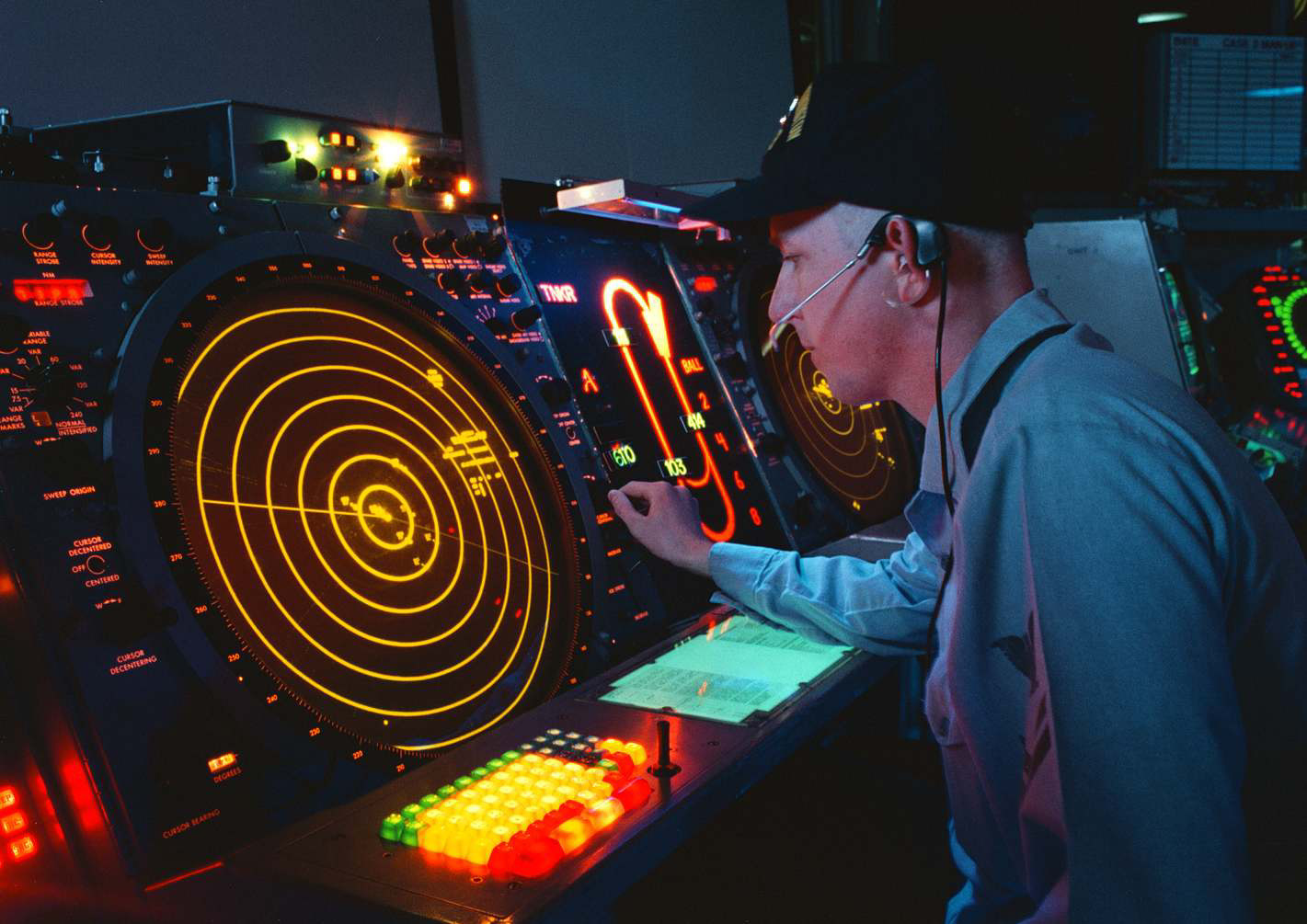
Radarmonitor in der Flugüberwachung eines Flugzeugträgers

Bei Radar-Sensoren wird unterschieden zwischen sogenanntem Primärradar (engl. PSR), das durch Aussendung von elektromagnetischen Wellen durch den PSR-Radar-Sensor aus den empfangenen passiven Echos bzw. Reflektionen an Zielobjekten, Informationen über das Ziel im Empfängern des Radar-Sensors detektiert, und Sekundärradar (engl. SSR), das durch aktive Replies (dt. Antworten) eines Transponders auf eine Interrogation (dt. Abfrage) mit Informationen antwortet.
Je nach benötigtem Verwendungszweck können mit PSR-Radar-Sensoren verschiedene Informationen über die Zielobjekte gewonnen werden, z. B. die Schräg-Entfernung (engl. Slant Range Distance), Azimut und/oder Elevation referenziert auf den Standort des Radar-Sensors. Andere PSR-Nutzungen ermitteln nicht einzelne Ziel, sondern großflächig Informationen; zum Beispiel Wetterradare ermitteln Intensität von Regenwolken und/oder Windgeschindigkeit, Wall- oder Ground-Probing-Radar-Sensoren die Beschaffenheit der Wände bzw. des Bodens, die Geländetopographie.
Aus den empfangenen, vom Objekt reflektierten Wellen können u. a. folgende Informationen gewonnen werden:
- der Azimut des Zielobjektes an dem das Radar-Signal reflektiert wurde, bezogen auf den Standort des RADAR-Sensors,
- der Winkel bzw. die Richtung zum Zielobjektes bezogen auf den Standort des RADAR-Sensors
- die Slant-Range (dt. Schräg-Entfernung) zwischen dem Radar-Sensor und dem Objekt, an dem das Radar-Signal reflektiert wird, gemessen aus der Laufzeit zwischen Aussendung des Radar-Signals und Empfang des vom Zielobjekt reflektierten Echo-Signals, bzw. bei FM-CW-Radaren aus der Frequenz oder Phasenverschiebung.
- die vertikale Höhe zwischen Radar-Sensor eines Radar-Altimeters in Luftfahrzeugen und dem Erdboden
- die Relativbewegung zwischen dem Radar-Sensor und dem Ziel-Objekt z. B. bei Puls-Radaren durch den Doppler-Effekt aus der Verschiebung der Frequenz oder Phase des reflektierten Signals berechnet werden, außer wenn sich das Zielobjekt in einem Kreisflug befindet oder die Phasenverschiebung gleich bleibt
- die Stärke der am Zielobjekts reflektierten Echos, die von Echo zu Echo aber aufgrund variiender  Reflexionsfläche (en. Radar Cross Section, dt. Radarquerschnitt) variieren
- das Aneinanderreihen einzelner Messungen liefert die zwischen zwei aufeinanderfolgenden Zielerfassungen zurückgelegte Wegstrecke (engl. track) des Zielobjektes
- die Absolutgeschwindigkeit des Objektes
- bei guter Auflösung des Radars können Konturen des Objektes erkannt werden (z. B. der Flugzeugtyp) oder sogar Bilder gewonnen werden (Erd- und Planetenerkundung).
- bei Wetterradaren (engl. Weather Radar, abgekürzt Wx-Radar) werden aus den Echos z. B. Informationen über die Intensität von Regenwolken und/oder Windgeschwindigkeit (Wind-Profiler) erhalten

Die sich ausbreitende elektromagnetische Welle des Radars wird mitunter auch ungenau als Radarstrahlung bezeichnet. Man spricht auch von einem Radarstrahl, insbesondere wenn die Abstrahlung von dem Radargerät aufgrund des Antennenentwurfs weitgehend gebündelt in eine Richtung erfolgt. Je nach verwendeter Antenne variiert das vertikale und horizontale Antennendiagramm in Breite in Azimut und Elevation. Die Strahlungscharakteristik kann durch einen vertikalen Tilt (dt. Neigung) der Antenne angepasst werden. Ferner kann das Antennendiagramm mechanisch oder elektronisch vertikal und/oder horizontal geschwenkt werden. Je nach Anwendung kommen andere vertikale Antennen-Elevations-Diagramme zum Einsatz. Diese können z. B. in Referenz auf die Horizontale symmetrisch oder cosec²-förmig sein. Das Gleiche gilt für die Form, Breite und Gewinn des Mainbeams im Azimuth (s. Keulenform).
Da die Wellenlänge des Radars je nach Anwendung und Stand der Technik im Bereich der Funkwellen im Kurz- bis Mikrowellenbereich liegt, wurde ursprünglich die Bezeichnung Funkmeßtechnik (kurz Funkmeß) verwendet. Sie wurde nach dem Zweiten Weltkrieg in der Bundesrepublik Deutschland durch den Begriff Radar ersetzt. In der DDR wurde in der Fachsprache weiterhin von Funkmeßtechnik gesprochen.

## Geschichte

### Entdeckung

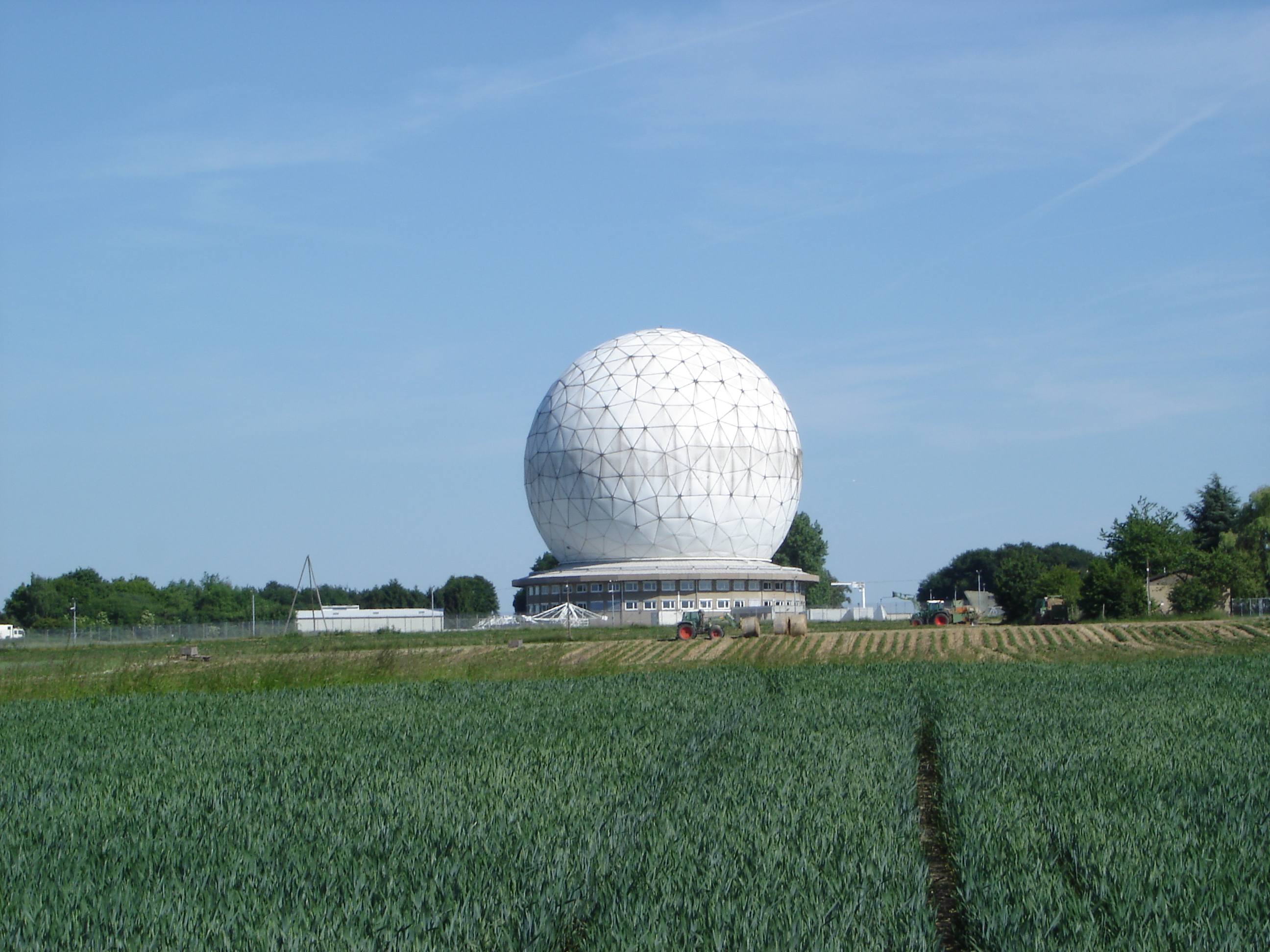
Das Radom mit Radar der Fraunhofer-Gesellschaft (vormals FGAN) in Wachtberg

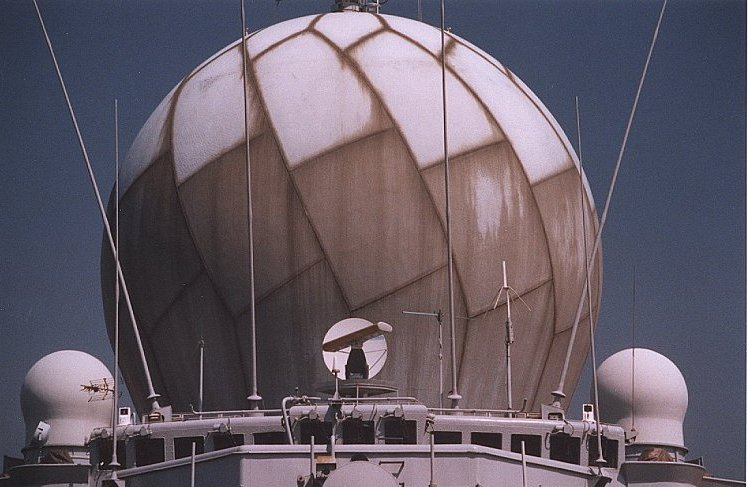
Radarkuppel, die das Radar eines französischen Kriegsschiffs schützt (1998)

1886 stellte der deutsche Physiker Heinrich Hertz beim experimentellen Nachweis elektromagnetischer Wellen fest, dass Radiowellen an metallischen Gegenständen reflektiert werden. 1900 wurde von Nikola Tesla ein Rückstrahlortungsgerät vorgeschlagen.
Die ersten Versuche zur Ortung mit Hilfe von Radiowellen führte der deutsche Hochfrequenztechniker Christian Hülsmeyer im Jahr 1904 durch. Er fand heraus, dass von Metallflächen zurückgeworfene elektromagnetische Wellen verwendet werden können, um entfernte metallische Objekte zu detektieren. Sein Telemobiloskop zur Erkennung von Schiffen gilt als Vorläufer heutiger Radarsysteme und wurde am 30. April 1904 zum Patent angemeldet, das wegen fehlender technischer Voraussetzungen (Elektronenröhre noch nicht verfügbar) nicht realisierbar war. Der Nutzen der Radartechnik wurde jedoch zunächst nicht erkannt und so geriet die Erfindung vorläufig in Vergessenheit.

### Entwicklung moderner Radarsysteme im Zweiten Weltkrieg
Der Durchbruch der Radartechnik folgte kurz vor und während des Zweiten Weltkrieges. Im Zuge der militärischen Aufrüstung in dieser Zeit wurden ab Mitte der 1930er Jahre in mehreren Ländern unabhängig voneinander intensiv Radargeräte und -systeme entwickelt, besonders von Deutschen und Briten. Die Briten hielten ihr System bewusst einfach. Am 24. September 1937 war die Anlage in Bawdsey die erste operationelle Radarstation der Welt gefolgt von den weiteren Standorten der Chain Home genannten Frühwarnkette.
Bei Kriegsbeginn 1939 gab es zudem in den USA, in der Sowjetunion, in Frankreich, Japan, Italien und den Niederlanden Radaranlagen.
Im September 1935 hatte die GEMA in Berlin als erste ein voll funktionsfähiges Funkmessgerät präsentiert. Auf deutscher Seite wurden mehrere Typen mobiler Radaranlagen entwickelt und gebaut.
Neben der GEMA, die das System Seetakt und dessen Ableitungen Freya, Mammut und Wassermann entwickelte, war Telefunken mit den Systemen Würzburg und Würzburg-Riese maßgeblich an der deutschen Radartechnik beteiligt. Am 18. Dezember 1939 flog die Luftwaffe mit Daten von einem Freya-Radar ihren ersten radargeleiteten Abfangeinsatz gegen 22 britische Bomber, die einen Angriff auf Wilhelmshaven flogen. Beim Luftgefecht über der Deutschen Bucht gelang es ihr, zwölf davon abzuschießen und drei schwer zu beschädigen. Das deutsche Abwehrsystem gegen Bombergeschwader, die Kammhuber-Linie, führte über eine Länge von mehr als 1000 km von Dänemark bis Nordfrankreich.
Die Briten hatten ab 1937 mit Chain Home eine Kette von Radarstationen an der Ostküste, die auf einer anderen Wellenlänge als die der Deutschen arbeitete und von diesen darum zunächst nicht erkannt wurde. Diese Radarstationen waren in einem Luftverteidigungsnetzwerk eingebunden. Schon ab 1939 wurde das System mit einem Freund-Feind-Erkennungsgerät in den Flugzeugen ergänzt. Da dieses ursprüngliche System Tiefflieger nur sehr schlecht orten konnte, wurde mit Chain Home Low ein zweites System mit höheren Sendefrequenzen aufgebaut und in das Netzwerk integriert.
Eine Wende im U-Boot-Krieg brachte die Entwicklung eines leistungsfähigen Magnetrons an der Universität Birmingham, welches ab 1940 für den Einsatz in kleinen mobilen Radargeräten zur Verfügung stand. Ende Januar 1943 setzen die Briten bei einem Angriff auf Hamburg erstmals ein solches mobiles Radarsystem in Flugzeugen ein, welches zur Navigation und Zielsuche verwendet wurde (H2S). Beide Seiten entwickelten sogenannte Düppel, einfache Metallfolienstreifen, um die gegnerischen Radarsysteme zu stören. Schnell wurden jedoch verbesserte Systeme entwickelt, die diese Störungen herausfiltern konnten.

### Forschung nach dem Zweiten Weltkrieg
In Deutschland kam die Forschung auf dem Gebiet Radar nach dem Krieg vollständig zum Erliegen. Die Alliierten verboten diese bis 1950. Erhebliche Fortschritte machte die Forschung in der Folgezeit insbesondere in den USA, wo zahlreiche neue theoretische Ansätze und innovative Bauteile wie Halbleiter entwickelt wurden. Als ein Beispiel sei das Synthetic Aperture Radar aus dem Jahr 1951 genannt.
Auch an Bord von zivilen Flugzeugen und Schiffen gehören Bordradare heute zur Standardausrüstung. Eine der ersten und bis heute wichtigsten zivilen Anwendungen ist die Überwachung des Luftverkehrs mittels Air Traffic Control (ATC).
Bereits Ende der 1970er Jahre entstanden erste Systeme von Abstandswarnradaren für den Automobilbereich. Heute sind ACC-Systeme (Adaptive Cruise Control = Abstandsregelanlage) bei PKWs und LKWs weit verbreitet; meist in Verbindung mit einem Tempomat. Beim autonomen Fahren wird häufig Radar und LiDAR eingesetzt (z. B. Waymo, Mercedes Drive Pilot). Der Tesla Autopilot verwendet jedoch kein Radar und Lidar, sondern nur Kameras im sichtbaren Bereich und künstliche Intelligenz.
In der Raumfahrt wird Radartechnik seit Mitte der 1990er zur Vermessung der Erde und anderer Planeten sowie militärisch genutzt. Zur Erfassung von Wetterdaten werden zudem Wetterradare eingesetzt.

## Einsatzgebiete

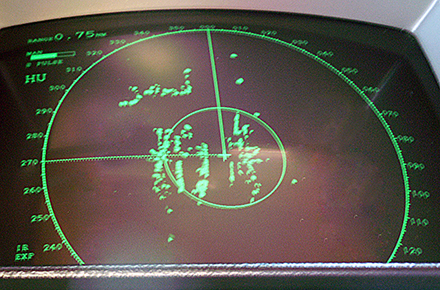
Rundsichtradar auf einem Schiff; Position: Elbe westlich von Hamburg

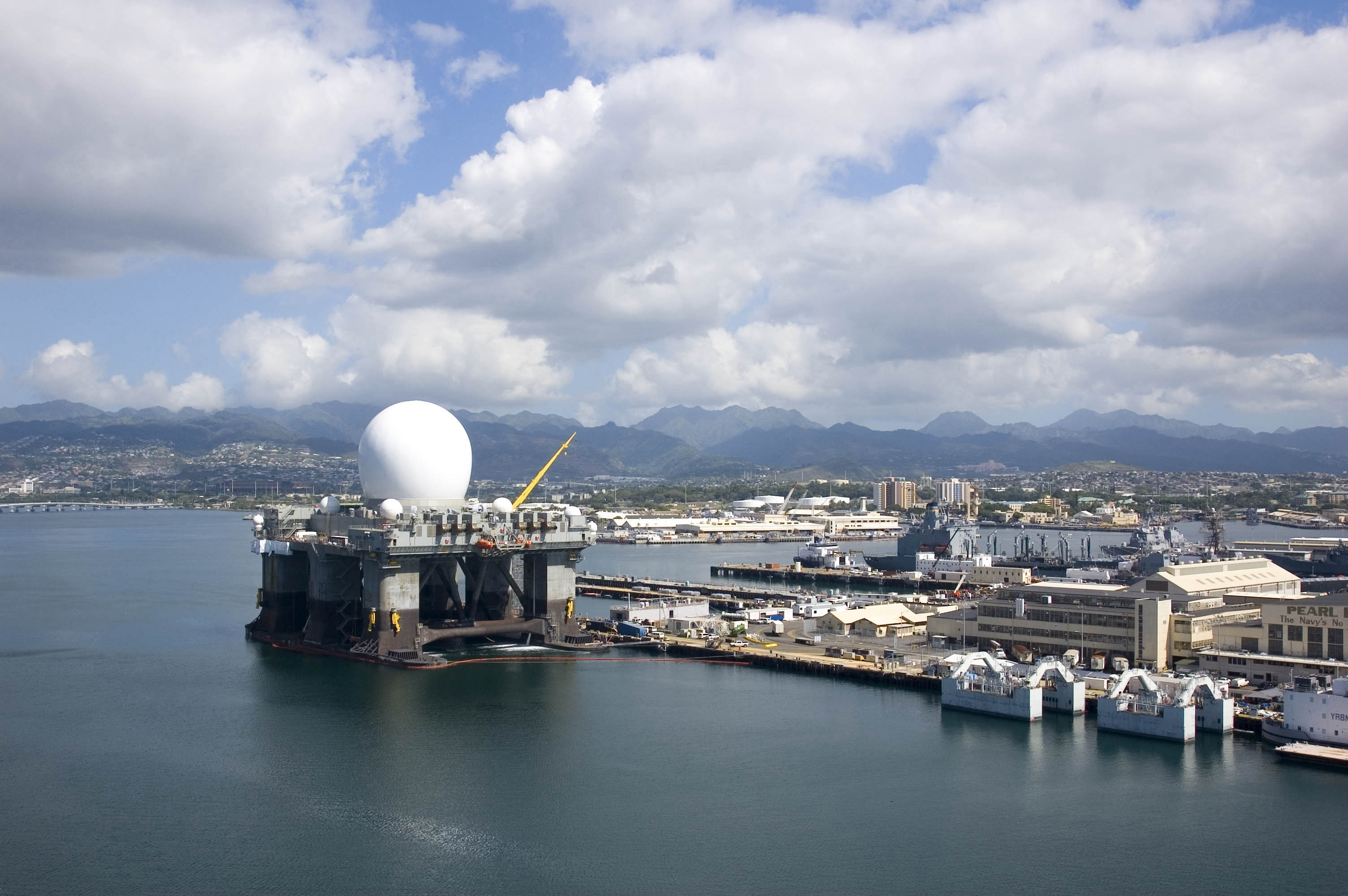
Sea-Based X-Band Radar (SBX) (USA) das weltgrößte X-Band-Radar, hier während Modernisierungsarbeiten in Pearl Harbor im Januar 2006. Es dient ab 2007 dem US-Raketenabwehrsystem National Missile Defense und wird auf den Aleuten bei Alaska stationiert.

Radargeräte wurden für verschiedene Verwendungszwecke entwickelt:
- Rundsichtradar; Überwachung von Schiffs- und Flugverkehr (auch Frühwarnstationen, z. B. das Freya-Radar), entweder als feste Station wie beim Flugsicherungsradar oder bei der Schifffahrtsverkehrssicherung, oder mobil auf Fahr- und Flugzeugen (AWACS) sowie auf Schiffen (ARPA-Anlage).
- PAR (Precision Approach Radar) für den GCA (Ground Controlled Approach) bei dem der Anflug-Lotse dem Luftfahrzeugführer über Flugfunk Anweisungen für den Landeanflug durchgibt. 
Boote können zur besseren Sichtbarkeit mit einem Radarreflektor ausgerüstet werden.
- Radargeräte zur Zielverfolgung (Ground Control Intercept) als Radarstellung der Luftverteidigung, bodengebunden (z. B. Würzburg, Würzburg-Riese) oder an Bord von Fahr- und Flugzeugen, Schiffen und Raketen
- Bordradar auf Flugzeugen (Radarnase), um Wetterfronten zu entdecken (Wetterradar) oder andere Flugzeuge und Raketen zu entdecken (Antikollisionssysteme, Zielsuchradar)
- Radar Altimeter (RA) an Bord von Luftfahrzeugen dienen zur Messung der Höhe über Grund während des Landeanflugs.
- Bodenradar (Flugfeldüberwachungsradar) zur Überwachung der Positionen von Flug- und Fahrzeugen auf den Rollwegen eines Flughafens
- Bodenradar (Georadar) zur zerstörungsfreien Untersuchung der oberen Schichten der Erdkruste
- Radar zur Fernerkundung und militärischer Aufklärung, um von Flugzeugen oder Satelliten aus bei schlechter Sicht (bzw. bei Nacht und durch Wolken) am Boden Einzelheiten abbilden und auch vermessen zu können (z. B. mittels Synthetic Aperture Radar).
- Artillerieradar, zur Feuerkorrektur der eigenen Artillerie und Raketen sowie der Ortung der feindlichen Artilleriestellungen
- Radarastronomie: Messung der Astronomischen Einheit durch Bahnbestimmung von Planeten und Asteroiden, Kartierung dieser Körper sowie Aufspüren und Verfolgen von Weltraummüll.
- Wetterradar, Erkennung und Ortung von Schlechtwetterfronten (Niederschlagsradar), Messung der Windgeschwindigkeit
- Windprofiler sind vertikal strahlende Radar-Sensoren zur Erfassung der Windgeschwindigkeit sind vertikal strahlende PSR-Sensoren die optional auch die Temperatur messen können.
- Radar-Bewegungsmelder zur Überwachung von Gebäuden und Gelände, z. B. als Türöffner oder Lichtschalter
- Radargeräte zur Messung der Geschwindigkeit im Straßenverkehr.
- Kfz-Technik: radarbasierte Abstandshalter ACC (Adaptive Cruise Control) bzw. ADC, Kopplung mit Notbremsfunktion in PSS1 bis PSS3 (Predictive Safety System), Nahbereichsfunktionen wie Abstandswarner und automatisches Einparken (24 GHz, Kurzpuls im Bereich 350–400 Pikosekunden, sowie im 77–79-GHz-Band).
- Auch Züge messen Wegstrecke und Geschwindigkeit mit Doppler-Radargeräten (im ISM-Band um 24 GHz).
- Radarsensoren als Bewegungs- oder Füllstandsmelder
- Bioradar zur Detektion von lebenden Personen und deren Körperbewegung, wie beispielsweise bei Verschütteten in Lawinen, auf Distanzen von einigen Metern.
- Windenergie: zur Detektierung von Luftfahrzeugen, um die als störend betrachtete, nächtliche Luftfahrthindernisbefeuerung der Anlagen zu mindern. Geplant ist der Einsatz von gepulsten L- und X-Band Radarsystemen.
- Vogel-Radar dient zur Erfassung von Vogelzug, zum Einsatz können hierzu verschiedene PSR-Sensoren kommen.[11]

Nach dem Zweiten Weltkrieg kam auch die Lenkung radargesteuerter Waffen wie Flugabwehrraketen dazu. Außerdem wurde das Radar auch für die zivile Schiff- und Luftfahrt eingesetzt. Die heutige Passagierluftfahrt wäre ohne Luftraumüberwachung durch Radar nicht denkbar. Auch Satelliten und Weltraumschrott werden heute durch Radar überwacht.
Als die Radargeräte leistungsfähiger wurden, entdeckte auch die Wissenschaft diese Technik. Wetterradargeräte helfen in der Meteorologie oder an Bord von Flugzeugen bei der Wettervorhersage. Mittels großer Stationen können vom Boden aus Radarbilder vom Mond, der Sonne sowie einigen Planeten erzeugt werden. Umgekehrt kann auch die Erde vom Weltraum aus durch satellitengestützte Radargeräte vermessen und erforscht werden.

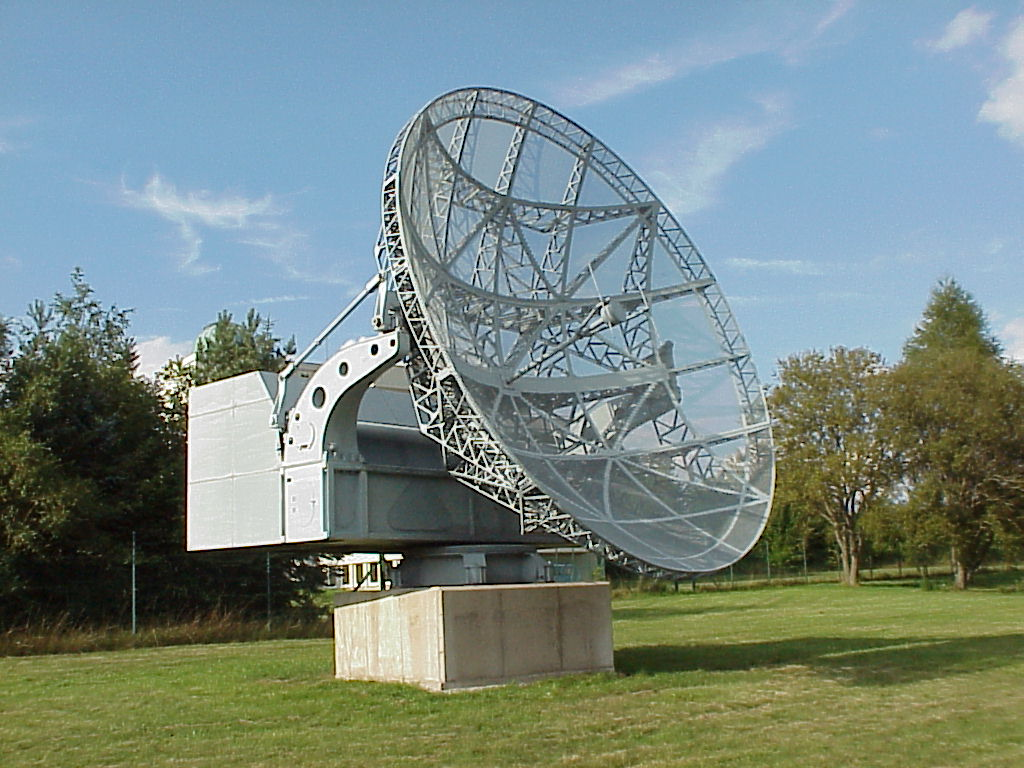
Deutsches Feuerleitradar Würzburg-Riese FuMG 65, etwa 1940–1943
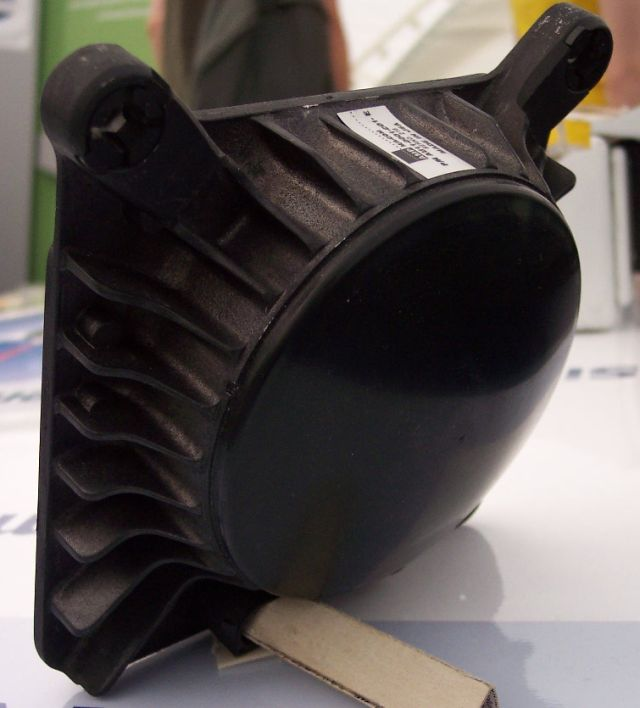
Doppler-Radarantenne für den Kfz-Einsatz
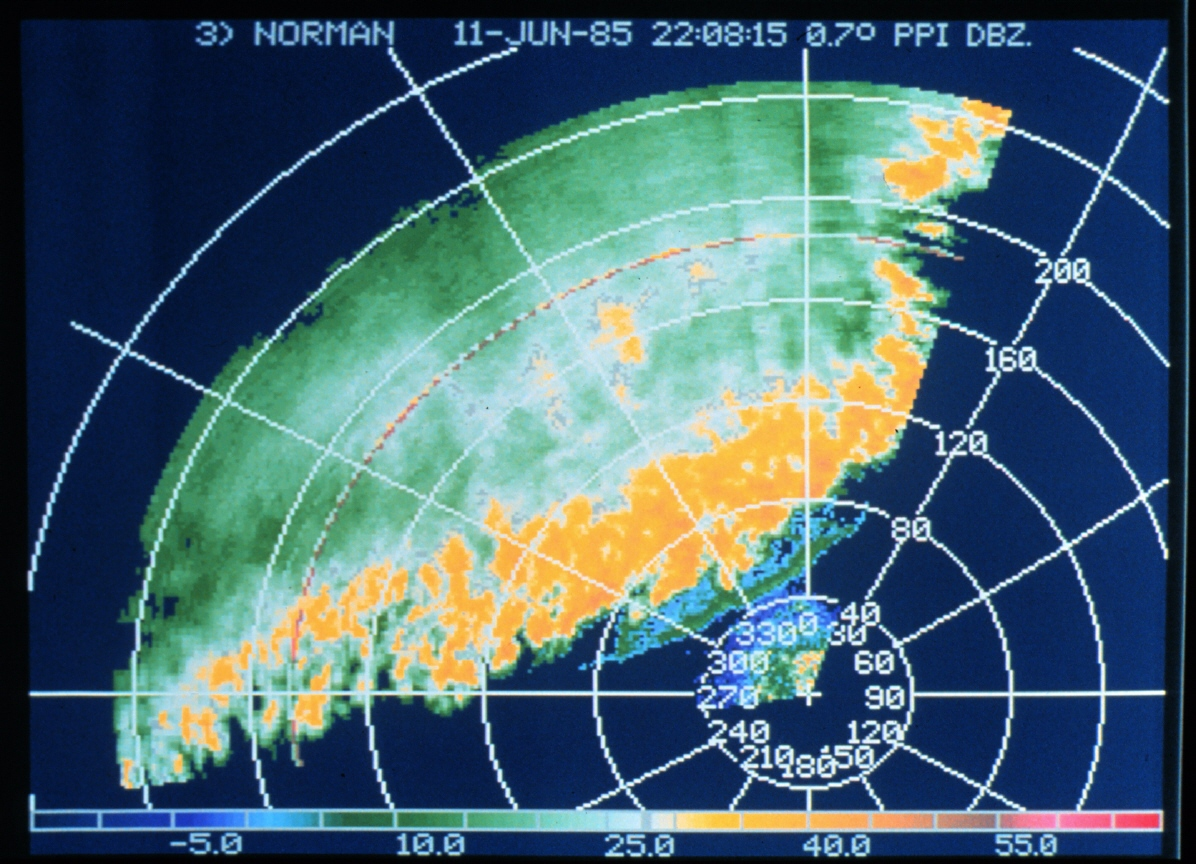
Sturmfront auf einem Doppler-Radar-Schirm
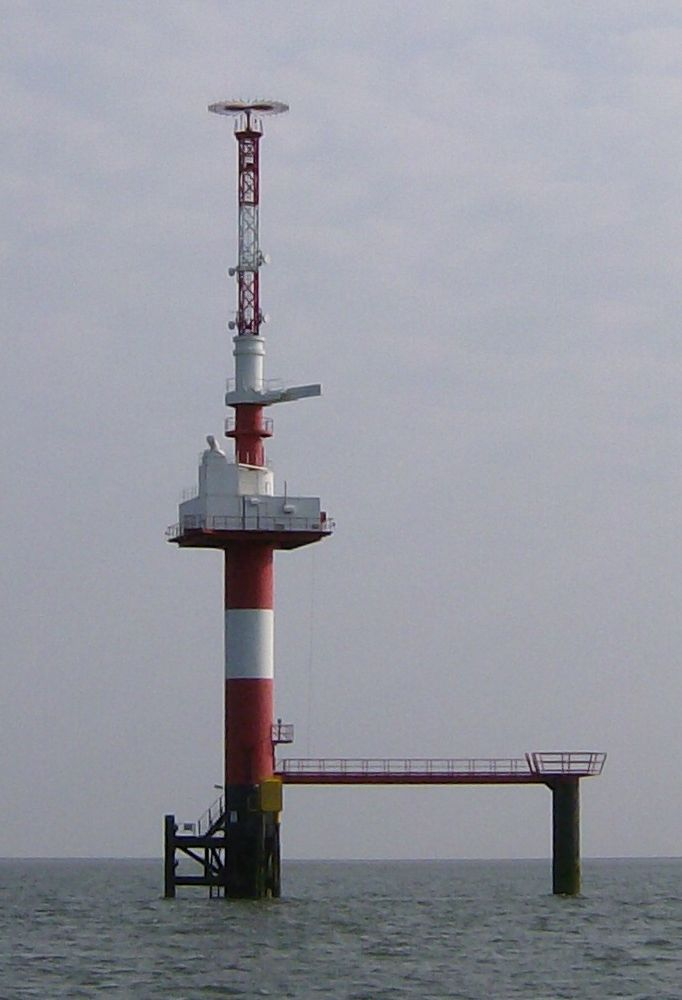
Radarturm Hooksielplate ausgerüstet mit Radar- und Peilanlage, ist Teil des Schifffahrtsverkehrssicherungssystems Jade und Deutsche Bucht
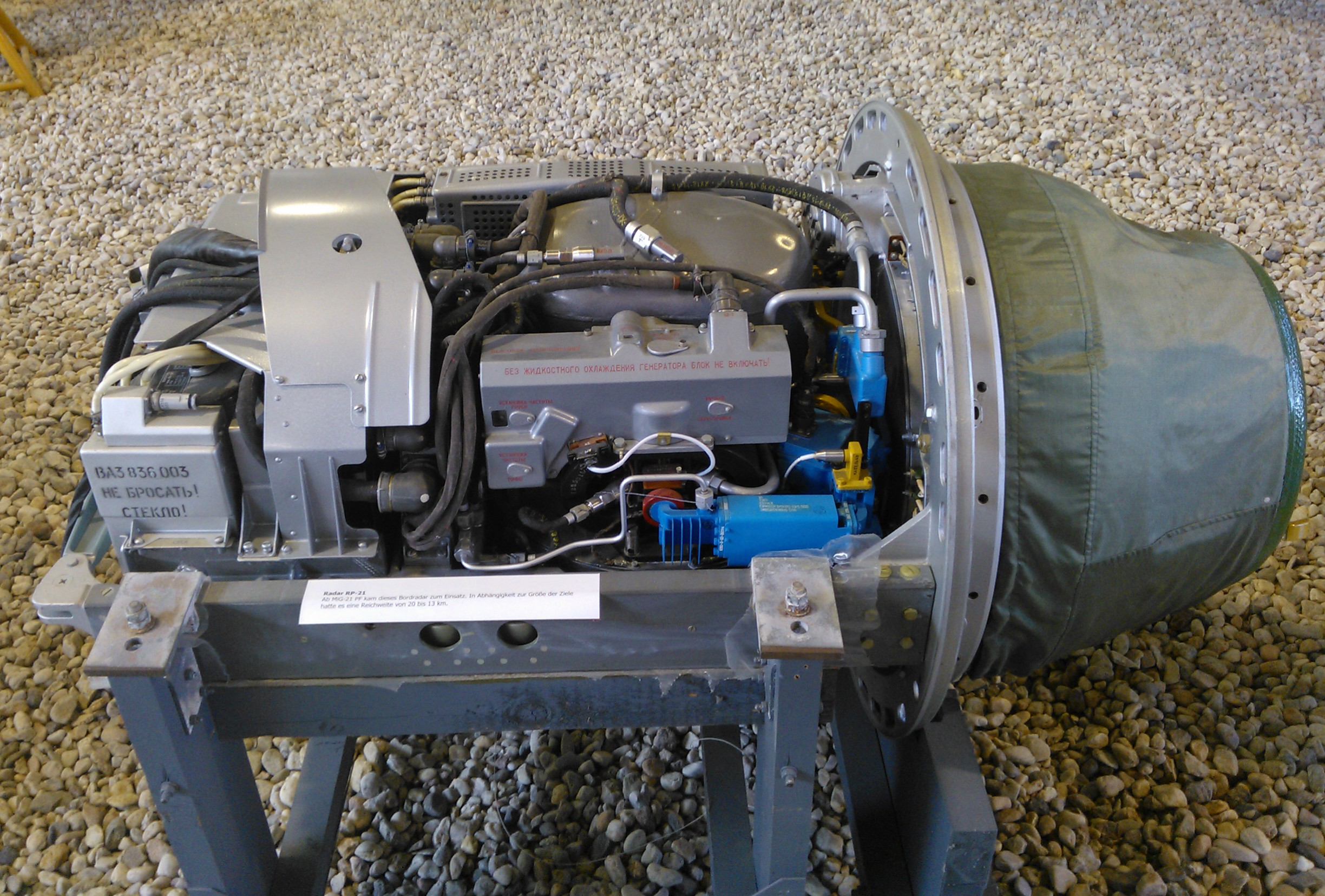
Bordradar RP-21 Sapfir einer MiG-21

## Einteilung und Funktionsweise
Aktive Radargeräte werden in bildgebend und nicht bildgebend eingeteilt. Ferner unterscheidet man zwischen Impuls- und Dauerstrichradargeräten sowie zwischen mono- und bistatischen Anlagen; bei letzteren sind Sender und Empfänger räumlich getrennt, was auf astronomische Entfernung eine höhere Empfindlichkeit erlaubt. Radarsender sind mittels Peilempfängern erkenn- und ortbar.
Als Primärradar werden Pulsradar-Geräte bezeichnet, die ausschließlich das passiv reflektierte Echo des Zieles auswerten. Es lassen sich neben der Entfernung auch die radiale Geschwindigkeit der Objekte und deren ungefähre Größe ermitteln. Auswertung reflektierter Oberwellen erlaubt Rückschlüsse auf den Flugzeugtyp.
Ein Sekundärradar umfasst ebenfalls ein Impulsradargerät, jedoch befinden sich an den Zielobjekten Transponder, die auf die Pulse reagieren und ihrerseits ein Signal zurücksenden. Hierdurch erhöht sich die Reichweite, die Objekte sind identifizierbar und können ggf. weitere Daten zurücksenden.
Peilempfänger, die die Quelle von Funkwellen (von Radar- und anderen Geräten und deren Störabstrahlung) zu militärischen Zwecken orten können, nennt man auch passives Radar. Ein passives Radar ist daher nicht anhand seiner Funkwellenaussendung zu entdecken.
Eine weitere Art von Radargeräten, die nur schwer zu entdecken sind, ist das Rauschradar, welches lange Pulse aussendet, welche wie zufällige Störstrahlung aussehen.

### Impulsradar

#### Entfernungsbestimmung mit dem Impulsverfahren

Entfernungsbestimmung mit dem Impulsverfahren. Das Pulsradargerät sendet einen Impuls und misst die Zeit bis zum Empfang des Echos.

Ein Pulsradargerät sendet Impulse mit einer typischen Dauer im unteren Mikrosekundenbereich und wartet dann auf Echos. Die Laufzeit {\displaystyle \Delta t} des Impulses ist die Zeit zwischen dem Senden und dem Empfang des Echos wird zur Entfernungsbestimmung genutzt. Für die Entfernung {\displaystyle r}, die der Impuls zweimal zurückgelegt hat, gilt der Zusammenhang:
{\displaystyle r\;=\;{\frac {\Delta t}{2}}c}
Die Gruppengeschwindigkeit {\displaystyle c} ist näherungsweise gleich der Lichtgeschwindigkeit im Vakuum, da der Brechungsindex von Luft für Radiowellen sehr nahe an 1 ist. Je nach Reichweite des Radargerätes wird nach einem gesendeten Impuls einige Mikro- bis Millisekunden lang empfangen, bevor der nächste Impuls ausgesendet wird.
Auf dem klassischen Radarschirm beginnt die Auslenkung mit dem Sendeimpuls. Die Ausbreitungsgeschwindigkeit der elektromagnetischen Wellen im Raum ist maßstabsgerecht mit der Anzeige. Wird ein Echo empfangen, dann ist der Abstand des Echoimpulses auf dem Sichtgerät ein Maß für die Entfernung des reflektierenden Objektes (hier: des Flugzeugs)
zum Radargerät.

#### Pulserzeugung
Um in Pulsradar-Geräten die hohen Sendeleistungen im Megawattbereich zu erzeugen, welche zur Ortung z. B. über einige 100 km nötig sind, werden auch heute Magnetrons verwendet. Dazu wird ein Magnetron z. B. mittels Trigatron, Thyratron oder neuerdings auch Halbleiterschaltern gepulst betrieben.
Da sich die Sendefrequenz eines Magnetrons in Abhängigkeit von Temperatur und Betriebszustand ändern kann, wird bei Messungen der relativen Radialgeschwindigkeit die Frequenzreferenz beim Empfang aus der Sendefrequenz abgeleitet (siehe pseudokohärentes Radar).
Stationäre Pulsradargeräte erreichten Leistungen bis zu 100 MW als Spitzenimpulsleistung. Moderne Radargeräte benötigen für Reichweiten von mehreren 100 km sehr viel weniger Energie und senden teilweise Pulse mit einer Pulsleistung unter einem Megawatt.
Bei der Verwendung vieler kleiner, in Verbund arbeitender Sender oder bei Geräten mit aktiven Phased-Array-Antennen kann auf die Röntgenstrahlen aussendenden Schaltröhren verzichtet werden.

#### Richtungsbestimmung
Dreht man die Antenne eines Pulsradars, erhält man ein Rundsichtradar. Die scharfe Richtcharakteristik der Antenne wirkt sowohl beim Senden als auch beim Empfang. Aus der Abhängigkeit der Stärke des Echos von der Orientierung der Antenne kann sehr genau die Richtung bestimmt werden. Bekannteste Anwendungsgebiete eines solchen Rundsichtradars sind Luftraumüberwachung und Wetterradar.
Ein Flughafen-Rundsicht-Radar (ASR, Airport Surveillance Radar) kombiniert meist ein Primärradar mit einem Sekundärradar. Neben der allgemeinen Luftraumüberwachung hat es vor allem die Aufgabe, dem Anfluglotsen ein genaues Bild der Luftlage rund um den Flughafen zu liefern. Die Reichweite eines ASR beträgt üblicherweise 60 sm.
Ein Anflugradar besteht aus jeweils einer waagerecht und einer senkrecht bewegten Antenne und ermöglicht, Anflugwinkel, Anflugrichtung und Anflughöhe landender Flugzeuge zu bestimmen. Der Pilot erhält die Korrekturhinweise über Funk vom Bodenpersonal oder er hat ein Anzeigeinstrument an Bord, welches Abweichungen passiv anhand der empfangenen Radarimpulse angibt. Solche Instrumentenlandungen oder Blindlandungen sind besonders bei schlechter Sicht oder bei aus militärischen Gründen unbefeuerter oder getarnter Landebahn von Bedeutung. Kurz vor dem Aufsetzen ist jedoch Bodensicht erforderlich.
Das bodengestützte STCA-System (Short Term Conflict Alert) zur Kollisionsvermeidung verwendet das Luftraumüberwachungsradar. Es berechnet aus der Flugspur (Track) von Luftfahrzeugen die Wahrscheinlichkeit eines nahen Vorbeifluges (near miss) oder gar Zusammenstoßes und warnt optisch und akustisch den Fluglotsen.
Das Schwenken des Abtaststrahles eines Impulsradars kann statt durch die Ausrichtung der Antenne auch elektronisch durch phasengesteuerte Antennenarrays bewirkt werden. Damit können in schnellem Wechsel mehrere Objekte angepeilt und quasi simultan verfolgt werden.
Das Synthetic Aperture Radar erreicht eine hohe, entfernungsunabhängige Auflösung in Azimut. Die erforderliche Aperturgröße wird rechnerisch aus der realen Apertur einer kleinen, bewegten Antenne zusammengesetzt. Dazu muss die Bewegung der Antenne relativ zu dem beobachteten (starren) Objekt genau bekannt und die Phase der ausgesendeten Impulse kohärent zueinander sein. Erdsatelliten und Raumsonden verwenden solche Systeme zur Vermessung von Geländeprofilen.

#### Radarbaugruppen im Impulsradar

##### Radarantennen

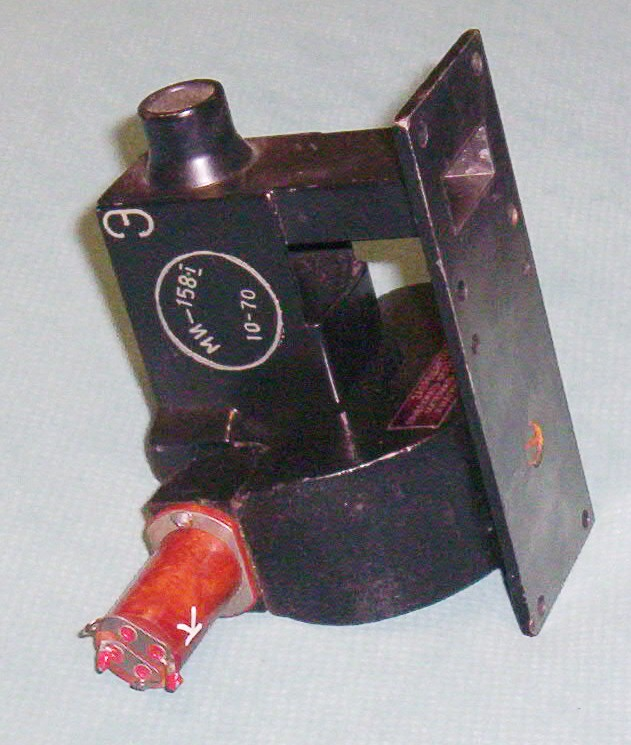
Älteres Impulsmagnetron eines Radarsenders (ca. 9 GHz, 7 kW, Impulsdauer 0,1 bis 1 µs), links unten isolierter Heiz- und Kathodenanschluss, rechts oben Hohlleiterflansch

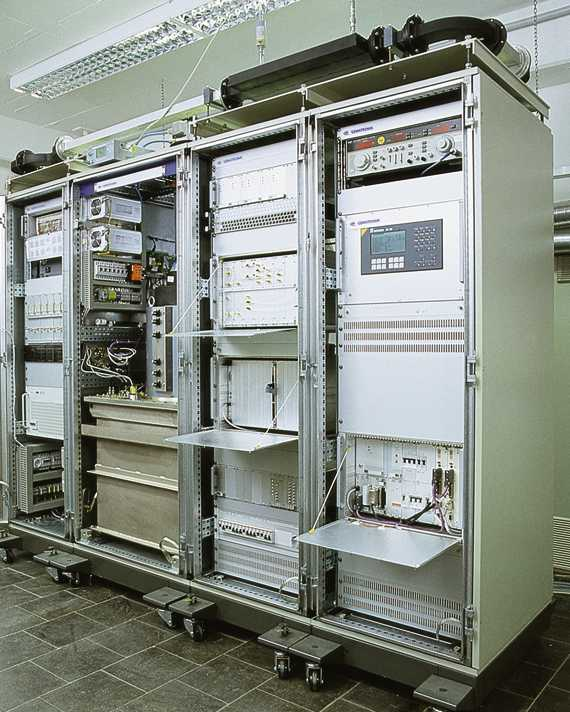
Der Sender (PAT-Konzept), die Empfänger und Signalprozessor des polarimetrischen Wetterradars „Meteor 1500 S“

Die Antenne ist eines der auffälligsten Teile der Radaranlage. Die Antenne sichert durch das Antennendiagramm und ggf. eine Drehbewegung die erforderliche Verteilung der Sendeleistung im Raum. Die Antenne wird meist im Zeitmultiplexbetrieb verwendet. Während der Empfangszeit empfängt sie dann die reflektierte Energie.
Das Antennendiagramm muss sehr stark bündeln, damit ein gutes laterales und vertikales Auflösungsvermögen erreicht wird. Das Entfernungs-Auflösungsvermögen wird dagegen durch die Impulsdauer bestimmt. Im Falle einer mechanischen Raumabtastung wird die Antenne gedreht oder hin- und hergeschwenkt. Diese Bewegung kann ein erhebliches mechanisches Problem bereiten, weil die Antennenreflektoren bei großen Wellenlängen bzw. hoher Bündelung sehr große Dimensionen erreichen. Bei Radargeräten sind folgende Antennenbauformen üblich:
- Passive Phased-Array-Antennen (siehe auch Gruppenantenne, Panelantenne)
- Active Electronically Scanned Array (AESA), wie vor, jedoch mit aktiver elektronischer Ansteuerung der Einzelelemente, elektronische Strahlschwenkung, Zielverfolgung
- Parabolantennen

Modernere Radargeräte mit Multifunktionseigenschaften verwenden immer eine Phased-Array-Antenne, ältere Gerätesysteme meist die Parabolantenne, die zur Erzeugung eines Cosecans²-Diagramms von der idealen Parabolform abweicht.

##### Radarsender
Eine in älteren Radargeräten, jedoch auch heute verwendete Senderbauart sind selbstschwingende Impuls-Oszillatoren, die aus einem Magnetron bestehen. Das Magnetron wird durch einen Hochspannungsimpuls gespeist und erzeugt einen Hochfrequenz-Impuls hoher Leistung (0,1…10 µs, Leistung einige kW bis einige MW). Der Hochspannungsimpuls für das Magnetron wird durch einen Modulator (Schaltröhre oder heute auch Halbleiterschalter mit MOSFET) bereitgestellt. Dieses Sendesystem wird auch POT (Power-Oszillator-Transmitter) genannt. Radargeräte mit einem POT sind entweder nicht kohärent oder pseudokohärent.
Ein in moderneren Radargeräten verwendetes Konzept ist der PAT (Power-Amplifier-Transmitter). Bei diesem Sendersystem wird in einem Generator der fertige Sendeimpuls mit kleiner Leistung erzeugt und dann mit einem Hochleistungsverstärker (Amplitron, Klystron, Wanderfeldröhre oder Halbleiter-Sendermodulen) auf die nötige Leistung gebracht. Radargeräte mit einem PAT sind in den meisten Fällen vollkohärent und können deshalb besonders gut zur Erkennung von bewegten Objekten durch Ausnutzung der Doppler-Frequenz eingesetzt werden.

##### Radarempfänger
Der Empfänger nutzt meist die Sendeantenne und muss daher vor dem Sendeimpuls geschützt werden, Das geschieht mit Zirkulatoren, Richtkopplern und Nulloden. Der Empfang erfolgt mit dem Überlagerungsprinzip, früher wurde als Oszillator ein Reflexklystron verwendet, zur Mischung und Demodulation dienten koaxial aufgebaute, in Hohlleiter eingeschraubte Spitzendioden. Heutige Empfänger arbeiten vollständig mit Halbleitern und sind in Streifenleitertechnik aufgebaut.
Die Radarempfänger müssen sehr große Unterschiede in den Amplituden der Eingangssignale verarbeiten können. Dazu müssen sie mit einer möglichst großen Empfängerdynamik ausgestattet sein. Da die Echosignale aus dem Nahbereich wesentlich stärker sind als Echosignale aus großer Entfernung, liegt eine weitere Möglichkeit in einer laufzeitabhängigen Verstärkungsregelung, die eine Dynamikkompression bewirkt. Solche Schaltungen werden von den Radargeräteherstellern in ihren Gerätedokumentationen Sensitivity Time Control (STC) oder Gain Time Control (GTC) genannt. Solche Schaltungen bewirken vor allem eine Reduzierung des störenden Einflusses von Festzielechos und erleichtern nachfolgenden Filtern, diese zu unterdrücken.
Bei Niederschlagsradar hat ein linearer Verstärkungsverlauf im Empfänger eine besondere Bedeutung für eine nachfolgende Berechnung der Regenrate. Hier werden oft mehrere Empfänger mit unterschiedlich kalibrierter Empfindlichkeit parallel betrieben und eine computergesteuerte Auswertung wählt dann den Empfänger aus, der das beste Signal-Rausch-Verhältnis bietet ohne das Echosignal zu übersteuern.

### Dauerstrichradar (CW-Radar)
Ein CW-Radar (CW für engl. continuous wave – Dauersender) konstanter Frequenz kann keine Entfernungen messen, aber über die Richtwirkung seiner Antenne den Azimut zu einem Ziel. Es wird zur Geschwindigkeitsmessung genutzt. Dabei wird die über eine Antenne abgestrahlte Frequenz vom Ziel (beispielsweise einem Auto) reflektiert und mit einer gewissen Doppler-Verschiebung, also geringfügig geändert, wieder empfangen. Da nur bewegte Objekte erkannt werden, fehlen störende Einflüsse von Festzielen. Durch einen Vergleich der gesendeten mit der empfangenen Frequenz (Homodyne Detektion) kann die radiale Geschwindigkeitskomponente bestimmt werden, die um einen Kosinusfaktor kleiner ist als der Betrag des Geschwindigkeitsvektors.
- An Schienenfahrzeugen werden Geschwindigkeitssensoren nach diesem Prinzip eingesetzt, sie strahlen schräg ins Gleisbett. Die erforderlichen Sendeleistungen sind sehr gering und werden oft mit Gunn-Dioden erzeugt.
- Erste Radargeräte der Verkehrspolizei waren ebenfalls Dauerstrichradar-Geräte. Da sie keine Entfernung messen konnten, arbeiteten sie noch nicht automatisch.
- Flugabwehr-Radargeräte mit Doppler-Erfassungsradar, wie das AN/MPQ-55 (CWAR), erkennen ihr Ziel auch bei starker Düppel-Störung.
- Radar-Bewegungsmelder arbeiten ebenfalls nach diesem Prinzip, sie müssen jedoch hierzu auch langsame Änderungen der Empfangsfeldstärke aufgrund sich ändernder Interferenzverhältnisse registrieren können.

#### Moduliertes Dauerstrichradar (FMCW-Radar)

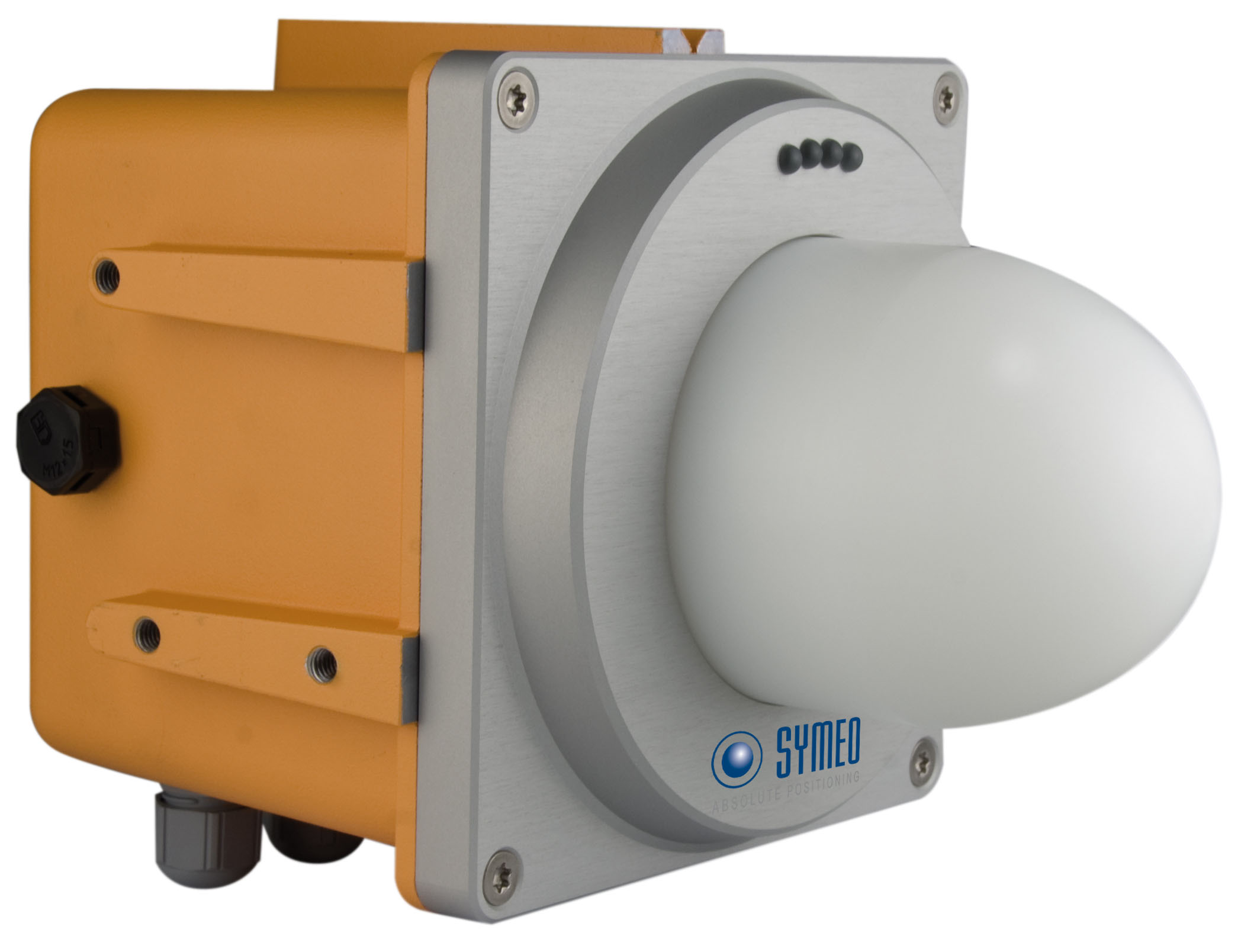
Industriell gefertigtes 61-GHz-FMCW-Radar zur Entfernungsmessung

Eine weiterentwickelte Art sind die FMCW (frequency modulated continuous wave) Radargeräte, auch Modulated CW-Radar oder FM-Radar. Sie senden mit einer sich ständig ändernden Frequenz. Die Frequenz steigt entweder linear an, um bei einem bestimmten Wert abrupt wieder auf den Anfangswert abzufallen (Sägezahnmuster), oder sie steigt und fällt abwechselnd mit konstanter Änderungsgeschwindigkeit. Durch die lineare Änderung der Frequenz und durch das stetige Senden ist es möglich, neben der Differenzgeschwindigkeit zwischen Sender und Objekt auch gleichzeitig deren absolute Entfernung voneinander zu ermitteln. Radar-Fallen der Verkehrspolizei arbeiten auf diese Weise und lösen bei Geschwindigkeitsüberschreitung bei einer bestimmten Entfernung zum Ziel den Fotoblitz aus.
Radar-Höhenmesser von Flugzeugen und Abstandswarngeräte in Autos arbeiten nach diesem Prinzip. Diese Technologie wird auch für Rundsichtradar im marinen Bereich eingesetzt (Broadband Radar). Eine Nutzung dieses Broadband-Radars zur Luftraumaufklärung ist nicht möglich, da die Dopplerfrequenz von Flugzeugen zu groß ist und dadurch Messfehler von bis zu mehreren Kilometern entstehen. Ursache dafür ist die verwendete sägezahnförmige Modulation, wegen der das Broadband Radar nicht zwischen Frequenzdifferenz verursacht durch Laufzeit und Frequenzdifferenz verursacht durch Doppler-Effekt unterscheiden kann.
FMCW-Radare werden außerdem in industriellen Anwendungen zur Abstandsmessung und zur Messung von Füllstandshöhe in Tanks eingesetzt.

## Frequenzbänder
Radare werden auf Frequenzen betrieben, die in sogenannte Frequenzbänder eingeteilt sind. Die Bezeichnungen der Bänder wurden vom amerikanischen Militär während des Zweiten Weltkriegs vergeben. Diese Bezeichnungen wurden später vom amerikanischen Institute of Electrical and Electronics Engineers (IEEE) und international von der Internationalen Fernmeldeunion (engl. International Telecommunication Union, ITU) übernommen.
| Name des Bands | Ref.  | Frequenzbereich | Wellenlänge       | Anmerkungen zu Radar Nutzungen |
| -------------- | ----- | --------------- | ----------------- | --- |
| HF             | Tbl.1 | 3–30 MHz        | 100 m – 10 m      | HF wie „High Frequency“, Überhorizontradar |
| P              |       | < 300 MHz       | >1 m              | P wie „Preceeding“ (deutsch: vorhergehend), Überhorizontradar |
| VHF            | Tbl.1 | 30–300 MHz      | 10 m – 1 m        | VHF, von „Very High Frequency“. Wird von Radaren mit sehr großer Reichweite und Bodenradaren verwendet. |
| UHF            | Tbl.1 | 300–1000 MHz    | 1 m – 0,3 m       | UHF von „Ultra High Frequency“ Radare mit großer Reichweite (z. B. Ortung ballistischer Raketen), Windprofiler, Boden- und Laubdurchdringung.                                                                                            |
| L              | Tbl.4 | 1–2 GHz         | 30 cm – 15 cm     | L wie „long“, SREM der Flugsicherung (<250 NM), SSR, IFF, Windprofiler und Luftüberwachung |
| S              | Tbl.4 | 2–4 GHz         | 15 cm – 7,5 cm    | S wie „short“, ASR der Flugsicherung (<60 NM), Wetter- und Marineradaren verwendet. |
| C              | Tbl.4 | 4–8 GHz         | 7,5 cm –3,75 cm   | Radar Altimeter in Luftfahrzeugen und Wetterradare, Reichweite liegt zwischen dem S- und dem X-Band |
| X              | Tbl.4 | 8–12 GHz        | 3,75 cm – 2,5 cm  | PAR und ASDE der Flugsicherung, für Maritime Vessel, Wetterradare, Geschwindigkeitsregelungen, Raketensuchgeräte, Navigationsradare, Kartierungsradare mit mittlerer Auflösung, früher auch Verkehrsradar                                |
| Ku             | Tbl.4 | 12–18 GHz       | 2,5 cm – 1,66 cm  | Frequenzen knapp unter dem K-Band („u“-Index für „under“), ASDE der Flugsicherung und für hochauflösende Kartierungsradare und Satellitenaltimetrie.                                                                                     |
| K              | Tbl.4 | 18–27 GHz       | 1,66 cm – 1,11 mm | K wie „kurz“. Ku und Ka werden stark vom Wasserdampf absorbiert und werden zur Detektion von Wolkentröpfchen vereinzelt als ASDE der Flugsicherung, in der Meteorologie und in manuellen (24.150 ± 0.100 GHz) Straßenradaren eingesetzt. |
| Ka             | Tbl.4 | 27–40 GHz       | 1,11 cm – 0,75 cm | Frequenz knapp über K („a“-Index für „über“) für Kartierung, Kurzstrecken-, Flughafen-Bodenüberwachung, automatisierte (34.300 ± 0,100 GHz) Straßenradare und Antikollisionsradare, die auf High-End-Fahrzeugen montiert sind.           |
| mm             | Tbl.1 | 40–300 GHz      | 7,5 mm – 1 mm     | Millimeterband, das in folgende 4 Teile unterteilt wird: |
| Q              |       | 40–60 GHz       | 7,5 mm – 5 mm     | Nutzung für militärische Kommunikation |
| V              | Tbl.4 | 50–75 GHz       | 5 mm – 4 mm       | Starke Absorption durch die Atmosphäre |
| E              |       | 60–90 GHz       | 5 mm – 3,33 mm    | |
| W              | Tbl.1 | 75–110 GHz      | 4 mm – 2,7 mm     | Nutzung für Kfz-Antikollisionsradare und für hochauflösende Wetterbeobachtung über kurze Entfernungen verwendet. |

Ferner gibt es folgende militärische Bezeichnungen für Frequenzbänder, die für Radare ebenfalls of genutzt werden:
| Band | Frequenzbereich |
| ---- | --------------- |
| A    | 000–250 MHz     |
| B    | 250–500 MHz     |
| C    | 0,5–001 GHz     |
| D    | 001–002 GHz     |
| E    | 002–003 GHz     |
| F    | 003–004 GHz     |
| G    | 004–006 GHz     |
| H    | 006–008 GHz     |
| I    | 008–010 GHz     |
| J    | 010–020 GHz     |
| K    | 020–040 GHz     |
| L    | 040–060 GHz     |
| M    | 060–100 GHz     |
| N    | 100–200 GHz     |
| O    | 200–300 GHz     |

Genauere Informationen, in welchen frequenzbereichen Radare arbeiten, findet man in Artikel 5 der Vollzugsordnung für den Funkdienst, kurz VO Funk (engl. Radio Regulations) der Internationalen Fernmeldeunion (ITU) Jedoch ist durch eine nationale Frequenzzuweisungen prinzipiell auch eine Nutzung anderer Bänder auf "Non Interference Base" (NIB) zu den bevorrechtigten Primär- und Sekundär-Nutzern möglich. Frequenzzuweisungen für Radare sind dort als Ortungsfunkdienst (engl. Radio Location Service) oder als Flugnavigationsfunkdienst (engl. Aeronautical Radionavigation Service) enthalten. Abweichend hiervon sind auch Notifizierungen möglich die in Fußnoten der Frequenzzuweisungs-Tabelle dokumentiert sind. Eine Besonderheit dabei ist, dass Radare der Flugsicherung (SSR, SRE-M, ASR, ASDE bzw. SMR und PAR) sowie Radar-Altimeter von der ITU in der Vollzugsordnung für den Funkdienst (engl. Radio Regulations) als Flugnavigationsfunkdienst eingestuft sind. Folgende Tabelle enthält einen Auszug aus der Frequenztabelle in Artikel 5 der Radio Regulations der ITU mit Frequenzzuweisung, die für Radare geeignet sind.
| Auszug aus den ITU-Radio Regulations | Auszug aus den ITU-Radio Regulations | Auszug aus den ITU-Radio Regulations | Auszug aus den ITU-Radio Regulations | Auszug aus den ITU-Radio Regulations                                                                                                |
| Deutschland                          | Deutschland                          | Deutschland | Nutzer                               | Bemerkung |
| Frequenzbereiche in MHz              | Frequenzbereiche in MHz              | Frequenzbereiche in MHz | Frequenzbereiche in MHz              | Frequenzbereiche in MHz |
| ------------------------------------ | ------------------------------------ | --- | ------------------------------------ | --- |
| 229                                  | 962–1 164                            | FLUGNAVIGATIONSFUNKDIENST | ziv, mil                             | Flugsicherungsanlagen, Sekundärradar (SSR) auf 1030 und 1090 MHz (sowie Flugnavigationssysteme TACAN, DME, ACAS)                    |
| 233                                  | 1 250-1 260                          | FLUGNAVIGATIONSFUNKDIENST Amateurfunkdienst | ziv                                  | Mittelbereichs-Rundsuchradar der Flugsicherung, SRE-M-Radare                                                                        |
| 236                                  | 1 340-1 350                          | FLUGNAVIGATIONSFUNKDIENST | ziv                                  | Mittelbereichs-Rundsuchradar der Flugsicherung, SRE-M-Radare                                                                        |
| 288                                  | 2 700-2 900                          | FLUGNAVIGATIONSFUNKDIENST NICHTNAVIGATORISCHER ORTUNGSFUNKDIENST | ziv, mil                             | Airport Surveillance Radare (ASR) der Flugsicherung                                                                                 |
| 289                                  | 2 900-3 100                          | FLUGNAVIGATIONSFUNKDIENST NICHTNAVIGATORISCHER ORTUNGSFUNKDIENST | ziv, mil                             | |
| 295                                  | 4 200-4 400                          | FLUGNAVIGATIONSFUNKDIENST | ziv, mil                             | Radar-Altimeter (Radarhöhenmesser) an Bord von Flugzeugen                                                                           |
| 306                                  | 5 350-5 460                          | ERDERKUNDUNGSFUNKDIENST ÜBER SATELLITEN (aktiv) FLUGNAVIGATIONSFUNKDIENST NICHTNAVIGATORISCHER ORTUNGSFUNKDIENST | ziv, mil                             | |
| 331                                  | 5 350-5 460                          | FLUGNAVIGATIONSFUNKDIENST SEENAVIGATIONSFUNKDIENST NICHTNAVIGATORISCHER ORTUNGSFUNKDIENST | ziv, mil                             | |
| 354                                  | 9000–9200                            | FLUGNAVIGATIONSFUNKDIENST SEENAVIGATIONSFUNKDIENST Nichtnavigatorischer Ortungsfunkdienst | ziv, mil                             | ASDE (Airport Surface Detection Equipment) bzw. SMR (Surface Movement Radar) sowie PAR (Precision Approach Radar) der Flugsicherung |
| 356                                  | 9300–9500                            | ERDERKUNDUNGSFUNKDIENST ÜBER SATELLITEN (aktiv) FLUGNAVIGATIONSFUNKDIENST ORTUNGSFUNKDIENST NAVIGATIONSFUNKDIENST NICHTNAVIGATORISCHER ORTUNGSFUNKDIENST, WELTRAUMFORSCHUNGSFUNKDIENST (aktiv) Demonstrationsfunk für Bildungseinrichtungen Funkbewegungsmelder geringer Reichweite | ziv, mil                             | ASDE (Airport Surface Detection Equipment) bzw. SMR (Surface Movement Radar) der Flugsicherung                                      |

Anmerkung zur Schreibweise :
- mit GROSSBUCHSTABEN: Primärfunkdienst
- in Normalschreibweise: Sekundärfunkdienst

## Neue Technologien
Begünstigt durch höhere Integration einzelner Baugruppen können komplette Radargeräte als kleinste Module aufgebaut werden. Der komplette Hochfrequenzteil eines Radars lässt sich zum Beispiel in einem einzelnen integrierten Schaltkreis unterbringen. Das ermöglicht neue Konzepte beim Aufbau größerer Radarsysteme. Durch eine Vielzahl kleiner synchron und kohärent arbeitender Radarmodule kann ein Phased-Array-Radarsystem auch in einem unebenen Gelände verteilt werden. Laufzeitunterschiede der einzelnen Module durch die Unebenheit werden durch Software ausgeglichen. Ein solches System wird dann Distributed Radar System (DRS) genannt. Es kann zum Beispiel auf einem Berghang oder auch auf der Außenhaut eines Kriegsschiffes verteilt zu einem Großraumradar aufgebaut werden.

## Gesundheitsschäden durch Radar
Bei möglichen Gesundheitsschäden durch Radaranlagen muss unterschieden werden ob ein Mensch
1. einer zu hohen Strahlungsleistung (EIRP) des von der Radarantenne ausgestrahlten hochfrequenten Radarsignals ausgesetzt ist
2. der Röntgenstrahlung die bei manchen Radarsendern mit alten Designs oder Technik an manchen Baugruppen eines der Radarsender auftreten können, die vereinzelt zudem noch unzureichend abgeschirmt sein können

Die bei manchen, z. B. Mittelbereichs-Radaranlagen (z. B. SRE-M) sind zur Erzielung der notwendigen Erfassungsreichweite (bei gegebenem minimalen Radarquerschnitt eines zu erfassenden Flugzeugs) notwendigen hohen Strahlungsleistungen von über 133 dBm EIRP PEP (5 MW Pulsspitzen Ausgangsleistung des Senders und >36 dB Antennengewinn) erforderlich (Dabei ist die notwendige Strahlungsleistung abhängig von der Betriebsfrequenz, den Abmessungen der Radarantenne und des Strahlungsdiagramms der Radarantenne). Bei solch hohen Strahlungsleistungen ergeben sich Schutzabstände von mehreren hundert Metern.
Je niedriger sich die Radarantenne über dem Erdboden befindet, desto höher ist der Anteil der auf Personen, die sich auf dem Erdboden befinden, abgestrahlten Strahlungsleistung. Im Gegensatz zu vielen (ggf. transportablen) militärischen Radaranlagen, deren Radarantenne nur wenige Meter über dem Erdboden betrieben werden, ist die Belastung bei zivil genutzten Radaranlagen weitaus geringer. Der Grund dafür ist, dass aufgrund von typischen Antennenhöhen von >>10 m und der starken Abnahme der hochfrequenten Strahlungsleistung der Entfernung (proportional zu mit 1/R²) die in Richtung Erdboden abgestrahlte hochfrequenten Strahlungsleistung wesentlich geringer ist.
In älteren Radaranlagen, insbesondere in solchen, die z. B. Schaltröhren zur Erzeugung der hochfrequenten Radarsignale verwenden, oder bei Klystronverstärkern,  kann Röntgenstrahlung auftreten. Jedoch kann diese Röntgenstrahlung weder der Radarantenne zugeführt, noch durch diese abgestrahlt werden.
In der Vergangenheit wurde nicht bei allen Radaranlagen eine ausreichende Abschirmung bzw. eine Begrenzung der Exposition der Radartechniker durch betriebliche Maßnahmen (z. B. Begrenzung des Mindestabstands und der Aufenthaltsdauer) realisiert, siehe Gesundheitsschäden durch militärische Radaranlagen. Bis mindestens in die 1980er Jahre waren an manchen militärischen Radaranlagen diese Baugruppen häufig unzureichend abgeschirmt. Darüber hinaus mussten Wartungs- und Justierarbeiten oft am geöffneten Gerät durchgeführt werden. Dies führte zu Strahlenschäden bei vielen Bedienungs- und Wartungssoldaten der NVA und der Bundeswehr. Eine große Zahl von Soldaten, vor allem ehemalige Radartechniker, erkrankte später an Krebs, viele sind bereits in relativ jungem Alter verstorben. Die Zahl der Geschädigten (Radaropfer) beträgt mehrere Tausend. Grundsätzlich wurde der Zusammenhang von der Bundeswehr anerkannt und in vielen Fällen eine Zusatzrente gezahlt.